# 12 de fevereiro nos Jogos Olímpicos de Inverno de 2010
O dia 12 de fevereiro foi primeiro dia de competições dos Jogos Olímpicos de Inverno de 2010. Dois eventos foram realizados: a eliminatória da competição de pista normal individual do salto de esqui e a cerimônia de abertura.

## Resultados

### Salto de esqui
Acontece a fase classificatória da competição de Pista normal individual, com participação de 51 atletas. Michael Uhrmann, da Alemanha, obtém o melhor resultado, com 138.5 pontos. Outros 40 atletas se classificam para a fase seguinte, disputada no dia 13. Além destes, dez atletas estavam pré-classificados para a final e não competiram na classificatória.

## Cerimônia de abertura
| Ficheiro:2010 Winter Olympics opening ceremony snowboarder flies through rings.jpg |  |  |
|                                                                                    |  |  |

### Países lusófonos na Cerimônia
| Ordem | País         | Porta-bandeira       | Esporte             | Atletas | Imagem |
| ----- | ------------ | -------------------- | ------------------- | ------- | ------ |
| 14    | BRA Brasil   | Isabel Clark Ribeiro | Snowboard           | 5       |        |
| 64    | POR Portugal | Danny Silva          | Esqui cross-country | 1       |        |